# Republic Airways
Republic Airways (до 2018 — Republic Airlines) — региональная авиакомпания Соединённых Штатов Америки со штаб-квартирой в Индианаполисе (штат Индиана), является полностью дочерним подразделением авиационного холдинга Republic Airways Holdings.
В феврале 2016 года ходинг Republic Airways объявил о процедуре банкротства.
Republic Airways выполняла регулярные пассажирские перевозки на самолётах Embraer 170 и Embraer 175 под следующими торговыми марками (брендами) магистральных авиакомпаний США:
- US Airways Express авиакомпании US Airways, используя в качестве узловых аэропортов Международный аэропорт Филадельфия, Международный аэропорт имени Рональда Рейгана, Международный аэропорт Питтсбург, Международный аэропорт Порт-Колумбус и Международный аэропорт Индианаполис;
- Midwest Connect авиакомпании Midwest Airlines, используя в качестве хабов Международный аэропорт имени генерала Митчелла и Международный аэропорт Канзас-Сити.

## История
Авиакомпания Republic Airlines была образована в 1999 году в качестве регионального авиаперевозчика, работающего на маршрутах Среднего Запада США.
11 января 2007 года авиакомпании Frontier Airlines и Republic Airlines объявили о подписании 11-летнего партнёрского соглашения, в соответствии с которым Republic Airlines будет использовать 17 самолётов Embraer 170 на маршрутах Frontier Airlines. Первый рейс в рамках данного договора был выполнен в марте 2007 года, все 17 лайнеров должны были быть введены в работу к декабрю 2008 года. 23 апреля 2008 года управляющий авиационный холдинг Republic Airways Holdings объявил о расторжении партнёрского соглашения с Frontier Airlines по причине вступления её в состояние банкротства в соответствии с Главой 11 Кодекса США о банкротстве. К 23 июня 2008 года Republic Airlines отозвала все свои самолёты ERJ-170, уже введённые к тому времени на рейсы Frontier Airlines.
1 февраля 2008 года авиакомпания открыла базу по обслуживанию и ремонту самолётов в Международном аэропорт Колумбус (штат Огайо).
3 сентября 2008 года Republic Airlines объявила о заключении нового 10-летнего код-шерингового соглашения с авиакомпанией Midwest Airlines, по условиям которого 12 самолётов Republic Airlines будут работать в маршрутной сети перевозок Midwest Airlines и использовать в качестве хаба Международный аэропорт Канзас-Сити.

## Флот

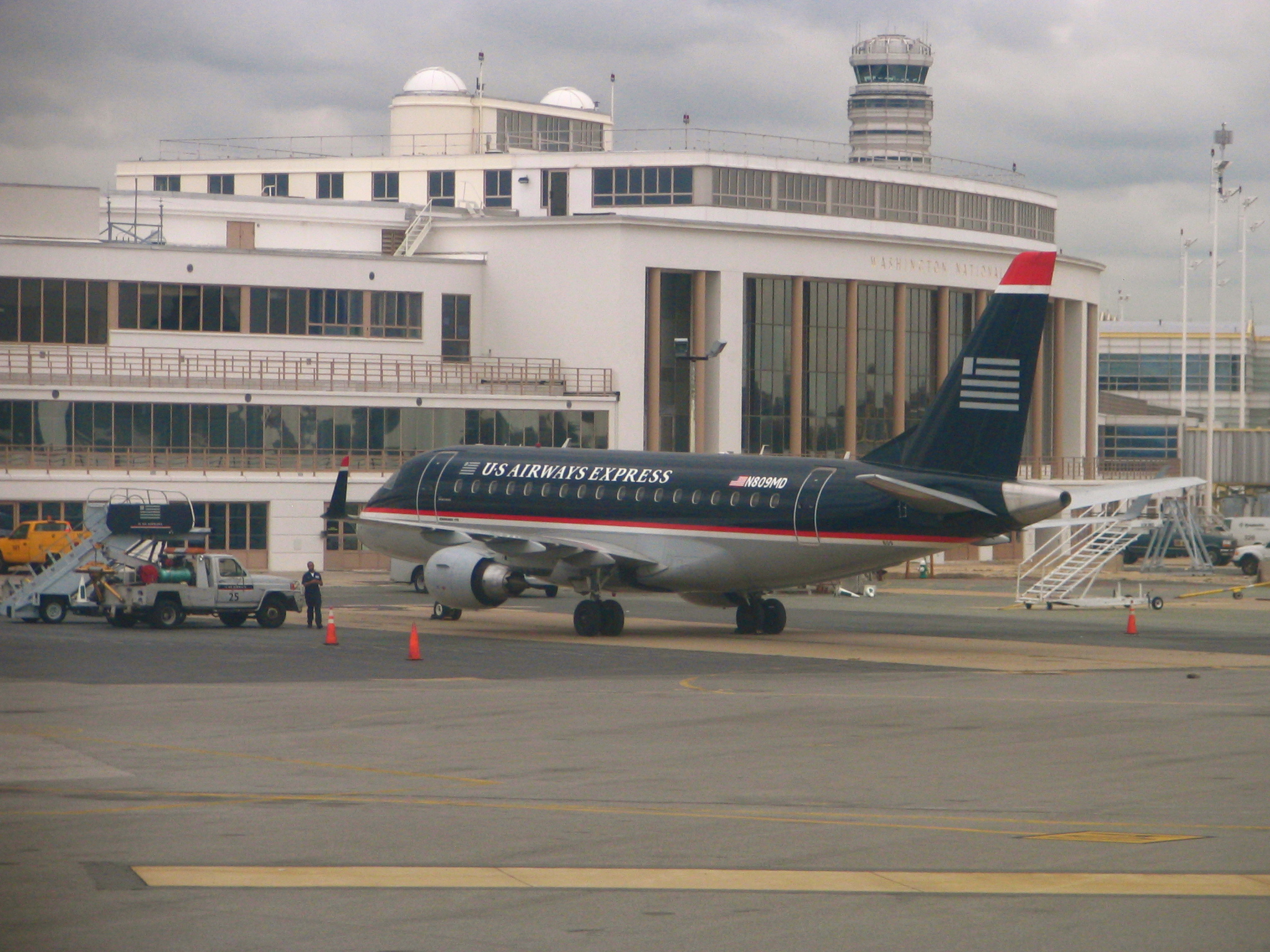
Embraer 170 авиакомпании Republic Airlines в прежней ливрее бренда US Airways Express

По состоянию на июль 2021 года воздушный парк Republic Airlines состоял из следующих самолётов:
- Embraer 170 (ERJ170-100) — 62 единицы. Выполняют полеты под брендами Delta Connection, American Eagle и United Express.
- Embraer 175 (ERJ170-200) — 165 единиц. Выполняют полеты под брендами Delta Connection, American Eagle и United Express.

## Маршрутная сеть авиакомпании
В октябре 2008 года авиакомпания Republic Airlines выполняла регулярные рейсы по следующим пунктам назначения:

### Под брендомUS Airways Express

#### Канада
- Онтарио
  - Торонто — Международный аэропорт Торонто Пирсон
  - Оттава — Международный аэропорт Макдональд-Картье

- Квебек
  - Монреаль — Международный аэропорт имени Пьера Эллиота Трюдо

#### США
- Алабама

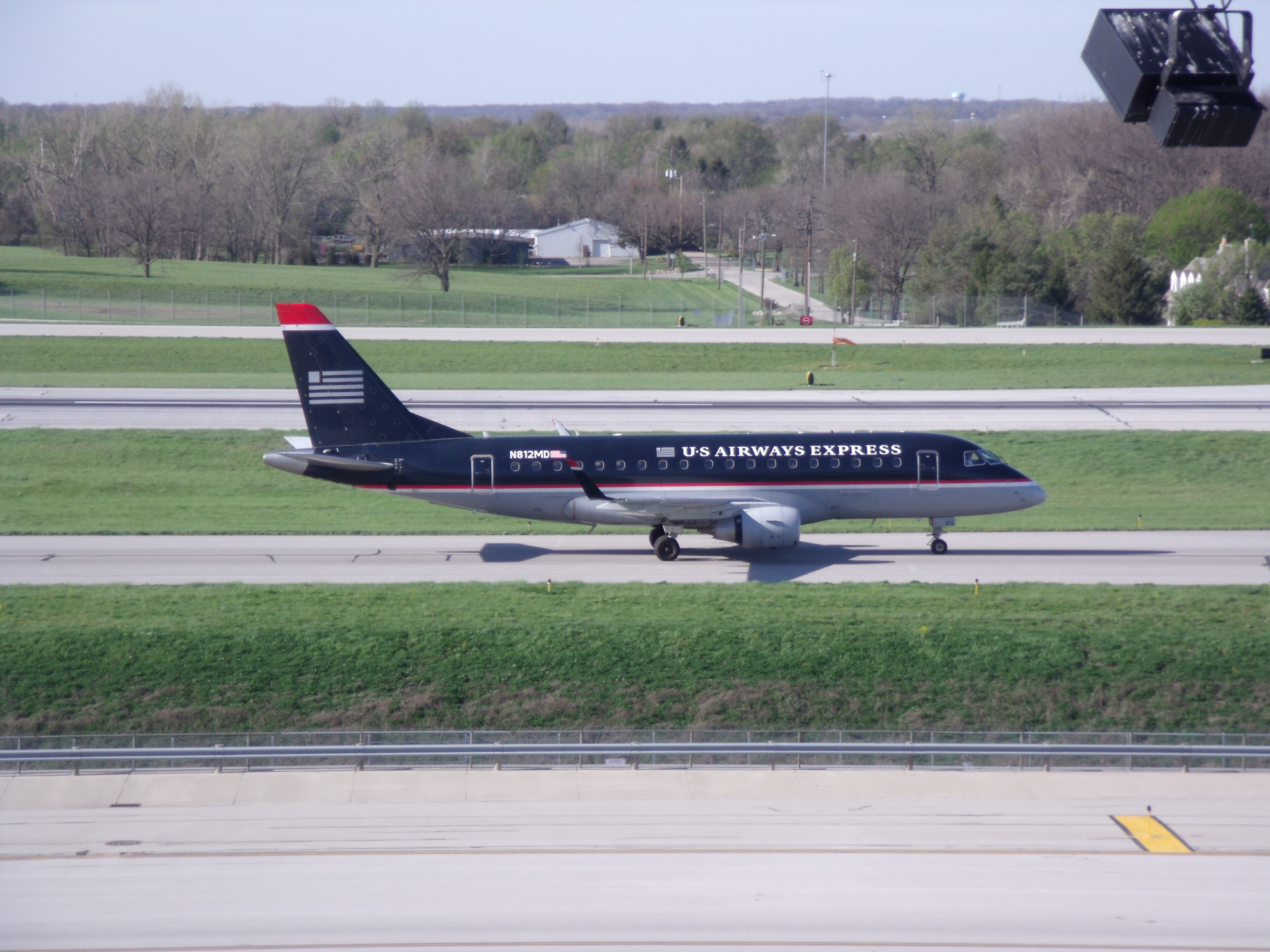
Embraer 170 авиакомпании Republic Airlines в Международном аэропорту Порт-Колумбус

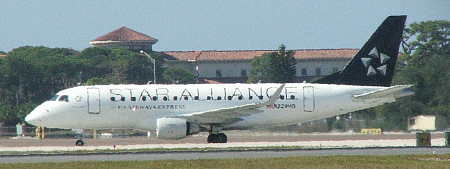
Embraer 170 Republic Airlines ливрее альянса Star Alliance. Международный аэропорт Сарасота-Брэдентон

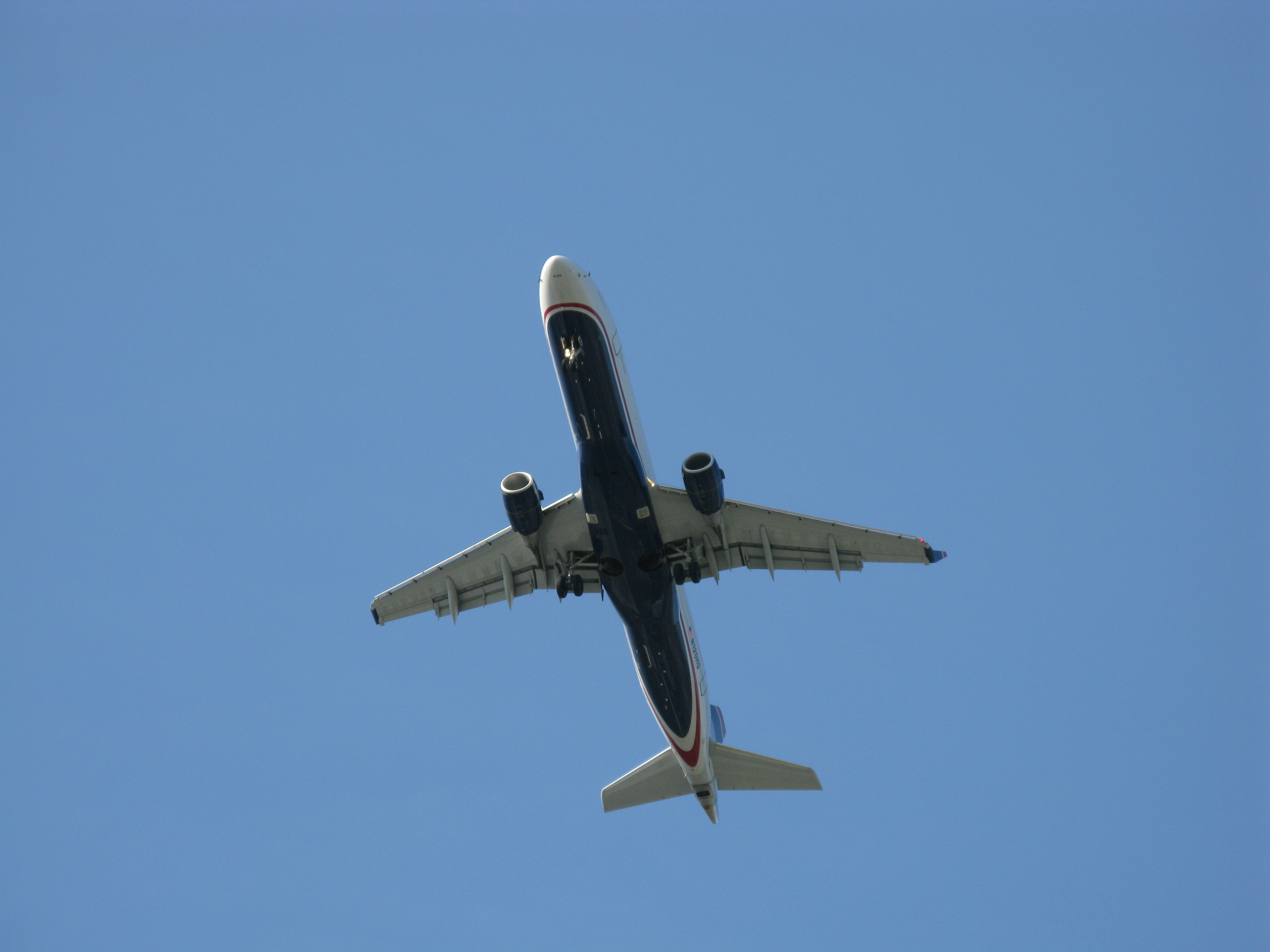
Embraer 170 Republic Airlines в заходе на полосу 24R Международного аэропорта имени Пьера Эллиота Трюдо

  - Бирмингем — Международный аэропорт Бирмингем-Шаттлсворт
  - Хантсвилл/Декейтер — Международный аэропорт Хантсвилл

- Коннектикут
  - Хартфорд/Спрингфилд — Международный аэропорт Брэдли

- Флорида
  - Джэксонвилл — Международный аэропорт Джэксонвилл
  - Ки-Уэст — Международный аэропорт Ки-Уэст
  - Орландо — Международный аэропорт Орландо — по воскресеньям
  - Пенсакола — Региональный аэропорт Пенсаколы
  - Уэст-Палм-Бич — Международный аэропорт Уэст-Палм-Бич

- Джорджия
  - Атланта — Международный аэропорт Хартсфилд-Джексон Атланта
  - Саванна — Международный аэропорт Саванна/Хилтон

- Иллинойс
  - Чикаго — Международный аэропорт О'Хара

- Индиана
  - Индианаполис — Международный аэропорт Индианаполис

- Луизиана
  - Новый Орлеан — Международный аэропорт имени Льюиса Армстронга

- Мэн
  - Бангор — Международный аэропорт Бангор
  - Портленд — Международный аэропорт Портленд

- Мэриленд
  - Балтимор — Международный аэропорт Балтимор-Вашингтон

- Массачусетс
  - Бостон — Международный аэропорт Логан

- Мичиган
  - Детройт — Столичный аэропорт Детройт округа Уэйн

- Миннесота
  - Миннеаполис/Сент-Полс — Международный аэропорт Миннеаполис/Сент-Пол

- Миссури
  - Канзас-Сити — Международный аэропорт Канзас-Сити
  - Сент-Луис — Международный аэропорт Ламберт Сент-Луис

- Нью-Гэмпшир
  - Манчестер — Региональный аэропорт Манчестер-Бостон

- Нью-Джерси
  - Ньюарк — Международный аэропорт Ньюарка Либерти — по воскресеньям

- Нью-Йорк
  - Олбани — Международный аэропорт Олбани
  - Буффало — Международный аэропорт Баффало Ниагара
  - Нью-Йорк — Международный аэропорт имени Джона Кеннеди
  - Рочестер — Международный аэропорт Рочестер
  - Сиракьюс — Международный аэропорт Сиракьюс Хэнкок

- Северная Каролина
  - Шарлотт — Международный аэропорт Шарлотт/Дуглас — хаб
  - Гринсборо/Хай-Пойнт/Уинстон-Селем — Международный аэропорт Пьедмонт-Триад
  - Роли/Дарем — Международный аэропорт Роли/Дарем — по выходным дням
  - Вилмингтон — Международный аэропорт Вилмингтон

- Огайо
  - Кливленд — Международный аэропорт Кливленда Хопкинс
  - Колумбус — Международный аэропорт Порт-Колумбус

- Пенсильвания
  - Филадельфия — Международный аэропорт Филадельфии — хаб
  - Питтсбург — Международный аэропорт Питтсбург

- Род-Айленд
  - Провиденс — Международный аэропорт имени Т. Ф. Грина

- Южная Каролина
  - Чарлстон — Международный аэропорт Чарлстон
  - Мёртл-Бич — Международный аэропорт Мёртл-Бич — по выходным дням

- Теннесси
  - Нашвилл — Международный аэропорт Нашвилл

- Техас
  - Даллас/Форт-Уэрт — Международный аэропорт Даллас/Форт-Уэрт
  - Хьюстон — Международный аэропорт Хьюстон Интерконтинентал

- Вермонт
  - Барлингтон — Международный аэропорт Барлингтон

- Виргиния
  - Норфолк/Виргиния-Бич — Международный аэропорт Норфолк
  - Ричмонд — Международный аэропорт Ричмонд

- Вашингтон
  - Международный аэропорт имени Рональда Рейгана — хаб

- Висконсин
  - Милуоки — Международный аэропорт имени генерала Митчелла

### Под брендомMidwest Connect
- Колорадо
  - Денвер — Международный аэропорт Денвер

- Калифорния
  - Лос-Анджелес — Международный аэропорт Лос-Анджелеса

- Флорида
  - Форт-Майерс — Международный аэропорт Юго-Западная Флорида

- Джорджия
  - Атланта — Международный аэропорт Хартсфилд-Джексон Атланта

- Массачусетс
  - Бостон — Международный аэропорт Логан — хаб

- Нью-Йорк
  - Нью-Йорк — Аэропорт Ла Гардиа

- Огайо
  - Колумбус — Международный аэропорт Порт-Колумбус

- Пенсильвания
  - Филадельфия — Международный аэропорт Филадельфии
  - Питтсбург — Международный аэропорт Питтсбург

- Техас
  - Даллас/Форт-Уэрт — Международный аэропорт Даллас/Форт-Уэрт

- Виргиния
  - Вашингтон — Международный аэропорт имени Рональда Рейгана

- Висконсин
  - Милуоки — Международный аэропорт имени генерала Митчелла — хаб